# Sigfredo Casero-Ortiz
Sigfredo "Tito" Casero-Ortiz (La Habana; 6 de noviembre de 1997) es un baloncestista cubano nacionalizado belga que pertenece a la plantilla del CB Morón de la Primera FEB. Con 1,84 metros de estatura, juega en la posición de base.

## Trayectoria deportiva

### Primeros años
Nacido en La Habana, Casero se trasladó a Bélgica en 2010, con trece años de edad. Comenzó jugando en el Centre de Formation Wallonie-Bruxelles, donde captó la atención de varios equipos profesionales belgas.

## Carrera Profesional

### Basic-Fit Brussels
En 2014 comienza su carrera profesional jugando para las inferiores del Basic-Fit Brussels de la Pro Basketball League belga. Solamente participó en dos desafíos con el equipo adulto.

### Spirou Charleroi
En la próxima temporada (2015-2016) ,  pasó al Spirou Charleroi, para jugar en el equipo júnior, aunque nuevamente llegó a debutar con el primer equipo, jugando siete partidos entre la temporada 2016-17 y parte de la temporada 2017-18.

### Gest Vosges
En el 2017, fichó por el GET Vosges de la Nationale Masculine 1, el tercer nivel del baloncesto francés, donde acabó la temporada promediando 10,7 puntos y 2,4 asistencias por partido.

### Okapi Aalstar
El 6 de junio de 2018 regresó a Bélgica para fichar por el Okapi Aalstar de la PBL. Acabó la temporada 2018-2019 con unos promedios de 7,7 puntos y 1,6 asistencias por partido, siendo elegido mejor jugador joven del campeonato. En la 2019-2020 , promedió 6,9 puntos, 1,3 rebotes y 1,4 asistencias.

### CB Morón
En enero de 2021, llega a España para jugar en las filas del CB Morón de la Liga LEB Plata, donde desde de mitad de temporada promedia 14,9 puntos, 2,5 rebotes y 2,8 asistencias en 13 partidos. En la próxima campaña durante 23 juegos promedia 7,7 puntos, 1,7 rebotes y 1,2 asistencias.

### Yoast United
El 12 de octubre de 2022 se oficializa el contrato por el Yoast United de la BNXT League, una nueva liga, resultado de la unión entre la Dutch Basketball League neerlandesa y la Pro Basketball League belga. Esta temporada promedia 16,2 puntos, 2,1 rebotes y 2,9 asistencias durante 26 partidos.

### CB Morón
El 30 de diciembre de 2024, firma por el CB Morón de la Primera FEB.

## Selección nacional
Casero-Ortiz llegó a ser internacional en categorías inferiores con Bélgica.
Tras desvincularse totalmente de la Federación Belga de Baloncesto, el 24 de febrero del 2022 es convocado por el seleccionado cubano para disputar la Clasificación de FIBA Américas para la Copa Mundial de Baloncesto de 2023, debutando contra México, donde anotó 10 puntos, 4 rebotes y 1 asistencia en 18,1 minutos.

### Participaciones
- Actualizado hasta el 24 de febrero de 2022.

| Torneo                        | Sede    | Resultado |
| ----------------------------- | ------- | --------- |
| Clasificación al Mundial 2023 | América | Eliminado |